# Mechanicville
Mechanicville ist eine US-amerikanische Stadt im Saratoga County des Bundesstaats New York. Das U.S. Census Bureau hat bei der Volkszählung 2020 eine Einwohnerzahl von 5.163 ermittelt.

## Geografie
Die Stadt liegt an der östlichen Grenze des Saratoga County und befindet sich nördlich von Albany, der Hauptstadt von New York. Mechanicville grenzt an die Städte Stillwater (zu der sie einst gehörte) und Halfmoon im County sowie an die Stadt Schaghticoke im Rensselaer County.

## Geschichte
Die erste Auflistung einer Siedlung am Thenendehowa Creek stammt aus dem Jahr 1721. Damals hatte Cornelius Van Buren ein Sägewerk an der Mündung des Baches in den Hudson River.
Die erste urkundliche Erwähnung des Namens „Mechanicville“ geht auf das Jahr 1829 zurück. Der Name stammt von den frühen Siedlern, die selbständige Handwerksmeister wie Müller, Schreiner oder Metzger waren, deren Berufe damals gemeinhin als mechanical arts (Artes mechanicae) bezeichnet wurden.
Etwa 35 Jahre später wurden bereits kleine Mühlen errichtet. Als der Champlain-Kanal 1823 die Siedlung erreichte und vor allem als die Rensselaer and Saratoga Railroad 1835 ein Gleis durch die Gegend legte, wurde Mechanicville zu einem wichtigen Handelsknotenpunkt.
Das Dorf wurde 1859 zu einem als Gebietskörperschaft eingetragenen Village, als es etwa 1000 Einwohner hatte. Es wuchs schnell, als Textilfabriken, Manufakturen und eine Leinenfadenfirma nach Mechanicville kamen. Als diese Industrien einen Niedergang erlebten, begann die Bevölkerungszahl zu sinken.

## Demografie
Nach der Volkszählung von 2010 leben in Mechanicville 5196 Menschen. Die Bevölkerung teilt sich 2019 auf in 90,8 % nicht-hispanische Weiße, 0,8 % Afroamerikaner, 0,2 % amerikanische Ureinwohner, 1,0 % Asiaten und 1,7 % mit zwei oder mehr Ethnizitäten. Hispanics oder Latinos machten 2,5 % der Bevölkerung aus. Das mittlere Haushaltseinkommen lag 2017 bei 48.180 US-Dollar und die Armutsquote bei 18,7 %.

## Söhne und Töchter
- Harrison Bruce Tordoff (1923–2008), Ornithologe und Museumsleiter